# Júlio Reny
Julio Reni Barbo (né le 27 février 1959 à Porto Alegre, dans le Rio Grande do Sul) est un chanteur et compositeur brésilien. Il est considéré par la presse brésilienne comme l'icône du rock gaúcho.

## Biographie
Júlio est né le 27 février 1959 à Porto Alegre, fils du coiffeur Reni Antunes Barbo et de la fonctionnaire Júlia Gay Barbo. Il passe son enfance dans le quartier de Cidade Baixa, et la musique est entrée dans sa vie par l'intermédiaire de ses parents, qui écoutaient beaucoup de disques à la maison, et de sa sœur, qui l'emmenait souvent voir les clips d'Elvis Presley, des Beatles et de Jovem Guarda. 
En 2015, il sort son premier album du projet Histórias do Rock Gaúcho, Estradas - vol. 1, qui rend hommage à l'histoire du rock du Rio Grande do Sul, en racontant les Causos vécues sur la scène du Rio Grande do Sul, tout en interprétant des groupes et des musiciens tels que TNT, Os Cascavelletes, Garotos da Rua, Replicantes, Bandaliera, Graforréia Xilarmônica, Kleiton e Kledir, Almôndegas, Nei Lisboa, etc. Accompagné d'une basse et d'une batterie, il se relaie au chant et à la guitare électrique avec Egisto, en jouant quelques-unes de ses propres morceaux. La même année, il se lance dans un concert retraçant sa biographie.

## Discographie

### Albums studio
- 1983 : Julio Reny. Último Verão (Pirata Sulista)
- 1989 : Julio Reny e Expresso Oriente. Julio Reny and Expresso Oriente
- 2001 : Julio Reny. Último Verão (Barulhinho)
- 2001 : Julio Reny & Expresso Oriente. Julio Reny and Expresso Oriente (Barulhinho)
- 2004 : Julio Reny. A Caminhada de Julio Reny (Plus Records)
- 2006 : Reny. Diários da Chuva (Plus Records)
- 2008 : Julio Reny. A Primavera do Gato Amarelo (Pirata Sulista)
- 2010 : Julio Reny e Os Irish Boys. Bola 8 (Pirata Sulista)
- 2014 : Julio Reny e Os Irish Boys. Ao vivo na Marquise 51 (DVD)
- 2015 : Julio Reny. Sessões Solitárias (EP)
- 2018 : Julio Reny. O homem que amava as mulheres
- 2020 : Julio Reny. Panamá Live Session

### Avec Cowboys Espirituais
- Cowboys Espirituais - Os Cowboys Espirituais (Trama)
- Cowboys Espirituais - De Luxe (Stop Records)
- Cowboys Espirituais - Cowboys Espirituais III (Plus Records)

## Ouvrages
- Júlio Reny. Radio Cool, Armazém Digital, 2004.
- Cristiano Bastos. Julio Reny - Histórias de amor e morte, Artes e Ofícios, 2014.

## Distinctions
| Année | Catégorie               | Nommé      | Résultat   | Réf   |
| ----- | ----------------------- | ---------- | ---------- | ----- |
| 2001  | Compositeur de pop/rock | Júlio Reny | Nomination | [ 3 ] |
| 2006  | Compositeur de pop      | Júlio Reny | Nomination | [ 4 ] |
| 2007  | Compositeur pop         | Júlio Reny | Nomination | [ 5 ] |
| 2007  | Interprète pop          | Júlio Reny | Nomination |       |
| 2010  | Interprète pop rock     | Júlio Reny | Nomination | [ 6 ] |